# Gregor Tresher

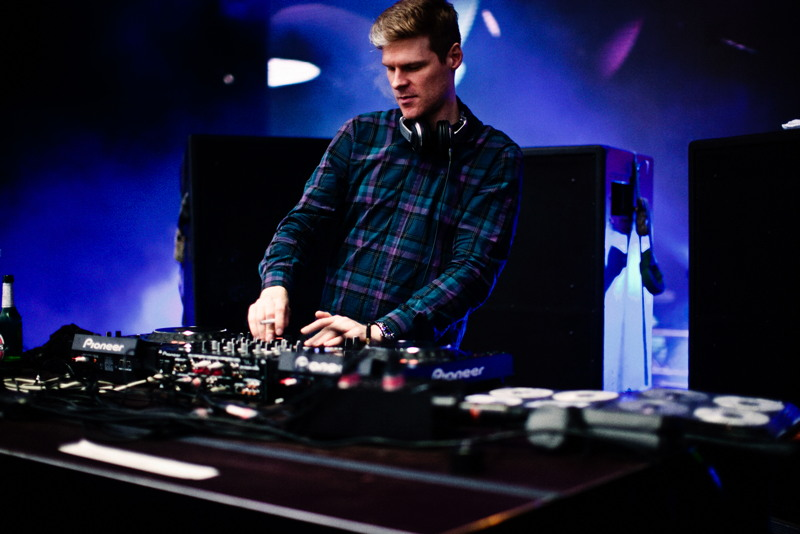
Gregor Tresher, Sonne Mond Sterne Festival, 2011

Gregor Tresher (bürgerlich Gregor Trescher; * 1976) ist ein deutscher DJ, Labelbetreiber, Musikproduzent und Musiker.

## Wirken
Gregor Tresher begann seine DJ- und Produzenten-Karriere in den neunziger Jahren in Frankfurt. Nach zwei beim Label Elektrolux veröffentlichten Alben unter seinem Alias Sniper Mode kam sein Durchbruch als Musiker im Jahre 2005 mit seinen Veröffentlichungen Still und Neon, seinem Remix für Sven Väths und Anthony Rothers Komm und seinem Beitrag zur Cocoon-Compilation F Full Range Madness. Sein 2008 veröffentlichtes A Thousand Nights vom gleichnamigen Album war der meistverkaufte Techno-Track des Jahres bei Beatport. Tresher gründete 2009 sein eigenes Label Break New Soil, auf dem seine nächsten Studioalben The Life Wire (2009), Lights From The Inside (2011), Nightcolors (2013) und Quiet Distortion (2016) erschienen. Er hat unter anderem Musik bei den Plattenlabels Drumcode, Ovum, Music Man, Cocoon, Great Stuff, Terminal M und Moon Harbour veröffentlicht und Remixe für Depeche Mode, The Cure, Moby, Mark Lanegan, Camouflage, Laurent Garnier, Sven Väth, The Streets oder Extrawelt angefertigt. Er tritt als DJ und seit 2009 auch als Live-Act weltweit auf.
Im Leserpoll der Zeitschrift Raveline wurde er mehrmalig als Best Producer ausgezeichnet, auch in den Zeitschriften Groove und Partysan erreichte er mit seinen Produktionen und in der Kategorie Bester Produzent mehrmalig Platzierungen in den jährlichen Leserpolls. 2023 wurde Tresher erneut als bester Produzent im Jahrespoll der Zeitschrift Groove ausgezeichnet, nachdem er als alleiniger Produzent für Sven Väths Album Catharsis verantwortlich war. 2024 wurde Tresher erstmalig sowohl im Leserpoll der Groove als auch in dem des Faze Magazins als bester Produzent des Jahres ausgezeichnet.

## Diskografie (Auswahl)

### Alben
- 2002: Wastelands (als Sniper Mode, Mikrolux)
- 2006: Neon / Works in the mix (Datapunk)
- 2007: A Thousand Nights (Great Stuff)
- 2009: The Life Wire (Break New Soil)
- 2011: Lights From The Inside (Break New Soil)
- 2013: Nightcolors (Break New Soil)
- 2016: Quiet Distortion (Break New Soil)
- 2024: False Gods (PIAS)

### Singles (Auswahl)
- 2004: Firebutton/Firewalls (Datapunk)
- 2006: Still EP (Datapunk)
- 2006: Black Sorcery (mit Nasty, Electrix)
- 2006: Neon (Datapunk)
- 2006: Full Range Madness (Cocoon)
- 2006: Open The Gates (mit Guy Gerber, Great Stuff)
- 2007: A Thousand Nights Part 1-3 (Great Stuff)
- 2008: Break New Soil (Moon Harbour)
- 2009: The Heartbeat Orchestra (Break New Soil)
- 2009: 95 Days / The Joker (Ovum)
- 2009: The Life Wire Part 1-3 (Break New Soil)
- 2010: Through Dusty Windows (Drumcode)
- 2011: As Days Go By (Ovum)
- 2011: Lights From The Inside Pt. 1 (Break New Soil)
- 2011: Duo Tone EP (mit Petar Dundov, Music Man)
- 2012: Warpaint (Break New Soil)
- 2012: For Many Days To Come (Ovum)
- 2012: About A Good Place (Cocoon)
- 2013: Superconductor (mit Petar Dundov, Cocoon)
- 2013: Sirius / In The Woods (mit Petar Dundov, Music Man)
- 2013: Permafrost (Break New Soil)
- 2013: Nightcolors (Break New Soil)
- 2014: Taurus (mit Petar Dundov, Break New Soil)
- 2014: Midas (Break New Soil)
- 2015: Goliath / Stormblade (Bedrock)
- 2019: A Thousand Nights (Break New Soil)
- 2020: Trident (Cocoon)
- 2021: Feiern (mit Sven Väth)
- 2021: Ghostmachine (mit Petar Dundov)
- 2023: Der Kleine Morgen (mit Petar Dundov)
- 2023: Black Halo (Cocoon)
- 2024: Flashback (mit Sven Väth, Turbo Recordings)

### Remixes (Auswahl)
- Depeche Mode – Soothe My Soul (Gregor Tresher Remix) (Columbia / Sony)
- Depeche Mode – Soothe My Soul (Gregor Tresher Soothed Remix) (Columbia / Sony)
- The Cure – Endsong (Gregor Tresher Remix) (Fiction / Polydor)
- Moby & Mark Lanegan – The Lonely Night (Gregor Tresher Remix) (Little Idiot)
- Moby – Lie Down In Darkness (Gregor Tresher Remix) (Little Idiot)
- Extrawelt – My Stupid (Gregor Tresher Remix) (Break New Soil)
- Sven Väth vs. Anthony Rother – Komm (Gregor Tresher Remix) (Cocoon Recordings)
- Laurent Garnier – M.I.L.F. (Gregor Tresher Remix) (F Communications)
- The Streets – 3 Minutes To Midnight (Gregor Tresher Remix) (Break New Soil)
- Extrawelt – Jetzt Neu: Alles Wie Früher (DJ Hell x Gregor Tresher Remix) (Break New Soil)
- KMYLE – Rise (Gregor Tresher Remix) (Break New Soil)
- Shakedown – Lonely Road (Gregor Tresher Remix) (Panorama)
- 2000 And One & Sandy Huner vs Brothers’ Vibe – Baile Bass Groove (Gregor Tresher Remix) (Bangbang!)
- Shinedoe – Excessive (Gregor Tresher Remix) (Intacto)

### Produktionen
- Sven Väth – Catharsis Album (Cocoon Recordings)
- Monika Kruse – Changes Of Perception Album (Terminal M)
- Karotte – All She Wants Is (Break New Soil)